# Milena Bertolini
Milena Bertolini (Correggio, 24 giugno 1966) è un'allenatrice di calcio ed ex calciatrice italiana, di ruolo difensore.
In carriera ha vinto 6 scudetti: tre da calciatrice e tre da allenatrice. È una delle tre allenatrici italiane, assieme a Carolina Morace e Elisabetta Bavagnoli, a possedere la Licenza UEFA Pro, necessaria per allenare una squadra di Serie A maschile. Assieme alla Morace è l'unica donna ad essere stata commissaria tecnica della Nazionale italiana femminile.

## Carriera

### Giocatrice

Bertolini all'Agliana nella stagione 1993-1994

Milena Bertolini si appassiona allo sport in generale fin da giovane, condividendo con i ragazzini di Correggio (provincia di Reggio Emilia), dove nasce e cresce, i primi rudimenti del calcio. Decide quindi di dedicarsi all'agonismo tesserandosi con la locale U.S. Correggese, giocando in formazioni miste nel campionato gestito dal Centro Sportivo Italiano (CSI) fino ai diciotto anni d'età.
Dal 1984 si trasferisce in una società che, con sede a Reggio Emilia, gestisce unicamente una formazione di sole donne, l'allora A.C.F. Reggiana, squadra con cui inizia a giocare nel campionato di Serie B dalla stagione entrante. Alla sua terza stagione con la maglia della Reggiana, che affronta il campionato 1985-1986 nel girone A di Serie B, contribuisce al raggiungimento della prima posizione in classifica con 38 punti, due più dell'inseguitrice Virgilio Maroso (il futuro Torino femminile), e la conseguente storica promozione in Serie A. Bertolini rimane in maglia granata, poi biancazzurra per esigenze di sponsorizzazione, per altre tre stagioni, tutte in Serie A, la prima contribuendo a raggiungere la settima posizione in classifica, la seconda, dove la squadra si iscrive con la nuova ragione sociale che integra lo sponsor principale Refrattari Zambelli, all'ottavo, e la terza dove sfiora lo Scudetto arrivando seconda a 5 punti dalla Giugliano Campania.
Il 18 agosto 1990 debutta in Nazionale allo stadio Wembley di Londra, nell'amichevole con l'Inghilterra vinta dalle azzurre 4 - 1 grazie a uno storico poker di Carolina Morace.
Nell'estate 1990 decide di accordarsi con il Prato neopromosso in Serie A che la chiama a rafforzare il reparto difensivo in prospettiva di acquisire la salvezza al suo primo impegno nel campionato di vertice del campionato italiano. Con le toscane rimane una sola stagione per tornare a fine campionato a Reggio Emilia.
Il suo ritorno in Reggiana, fresca del suo primo scudetto, coincide con l'inizio del suo periodo più proficuo, sia personale che per la società emiliana. Bertolini contribuisce alla netta vittoria della squadra che al termine della stagione 1990-1991 conquista la prima posizione in classifica con 12 punti di scarto sull'inseguitrice Lazio.
Durante il successivo calciomercato estivo sottoscrive un accordo con la Woman Sassari, detentrice della Coppa Italia, per la stagione entrante. A fine campionato Bertolini condivide con le compagne il quarto posto in classifica e, data a particolare struttura del di quell'anno, che prevedeva una prima fase a gironi dove le quattro classificate dopo la prima ottenevano l'accesso alla seconda fase a eliminazione diretta, l'incontro di spareggio perso 2-1 con il Milan 82 Salvarani che si aggiudicherà lo scudetto.
Conclusi gli impegni con la società sarda si accasa al neopromosso Bologna, tornato alla Serie A dopo varie vicende societarie, un periodo di inattività e la ripartenza dalla Serie C regionale. Con le bolognesi rimane la sola stagione 1992-1993 riuscendo a raggiungere il 9º posto in classifica e la salvezza con buon anticipo sulla fine del campionato.
Nell'estate 1993 la giocatrice emiliana ancora una volta sposa il progetto di una "quasi" neopromossa, firmando un contratto con l'Agliana, l'anno prima retrocessa in B ma riammessa a completamento organico in Serie A per la stagione entrante. Quel campionato rilancia la squadra del presidente Francesco Marrassini che ottiene un deciso cambio di competitività raggiungendo il 3º posto a 3 punti dalla Torres FO.S., al suo primo scudetto, e agli stessi del Torino che la supera per la migliore differenza reti.
Nell'estate 1994 si trasferisce alla FiammaMonza allenata da Fabrizio Levati, rimanendo per due stagioni, la seconda dopo il decesso del suo dirigente e allenatore, la prima conclusa alla 4ª posizione in classifica e la seconda in 7ª, congedandosi al termine del campionato 1995-1996 con 46 presenze e una rete siglata in Serie A.
Gli ultimi anni in carriera sono quelli delle soddisfazioni maggiori; passata al Modena prima dell'inizio della stagione 1996-1997, società appena approdata alla Serie A, Bertolini conquista nei due campionati successivi due Scudetti e l'edizione 1997 della Supercoppa italiana, 4-1 sull'Agliana nella partita di Bardolino del 20 settembre 1997. Il primo campionato in maglia gialloblu la superiorità è schiacciante, tanto da vedersi aggiudicare la prima posizione con ben 18 punti di scarto sulla seconda Torres FO.S., mentre quello successivo è conteso fino alla fine dato che arrivate con stessi punti e stessi risultati con il Cascine Vica, 25 incontri vinti 4 pareggiati e uno perso sui 30 regolamentari, le modenesi strappano il titolo alle avversarie nella partita spareggio del 7 giugno 1998, dove allo Stadio Pietro Fortunati di Pavia si impongono per 2-0 con reti di Carolina Morace e Patrizia Panico.
Durante il calciomercato estivo 1998 formalizza il passaggio al Pisa per la stagione 1998-1999, vestendo la casacca nerazzurra per quell'unico campionato, scendendo in campo in 19 occasioni, contribuendo a mantenere la squadra in posizioni di centro classifica e, pur con un passo indietro rispetto al terzo posto della precedente stagione, una conseguente agevole salvezza.
Le due successive stagioni sono le ultime giocate da Bertolini: trasferitasi al neopromosso Foroni condivide con le compagne della società veronese il settimo posto in Serie A 1999-2000, andando a occupare la posizione di rincalzo al termine in quello 2000-2001, dietro alla sola Torres FO.S. ma di 14 punti. In maglia biancoverde conclude il campionato con 46 presenze e una rete siglata, decidendo nell'estate 2001 di appendere definitivamente gli scarpini da giocatrice al chiodo ma, rimanendo alla Foroni, passando allo staff tecnico.

### Allenatrice
Bertolini, conseguito il diploma in educazione fisica nel 1993, ottiene l'incarico dalla direzione del Modena F.C. di preparatore atletico delle formazioni giovanili Berretti e Primavera per la stagione 1993-1994.
Dopo un anno di stop l'A.C. Rolo Dilettanti le affida la preparazione fisica per la stagione di Eccellenza Emilia-Romagna 1995-1996.
Dopo aver ottenuto nel 1999 il diploma di Preparatore Atletico Professionista presso il Centro tecnico federale Luigi Ridolfi di Coverciano, nel 2001 completa il suo percorso scolastico conseguendo la laurea in scienze motorie e sportive presso l'Università di Bologna, e dalla stagione 2001-2002, appena presa la decisione di abbandonare il calcio giocato, assume l'incarico di allenatore in seconda del Foroni affidato a Leonardo Donella. Al suo primo impegno dalla panchina di una squadra di Serie A femminile conquista la Coppa Italia al termine della stagione 2001-2002. Confermata dalla società anche nel campionato successivo, affianca Donella nella sola partita secca della Supercoppa italiana 2002, vincendola per 2-0 sulle avversarie dell'Enterprise Lazio con doppietta di Silvia Tagliacarne. Inoltre, si aggiudica anche il suo primo scudetto al termine della stagione di Serie A 2002-2003, conducendo il Foroni Verona al successo con 9 punti di vantaggio sulla seconda classificata, ancora l'Enterprise Lazio.
Nella stagione 2004-2005 fa ritorno alla Reggiana che l'aveva vista debuttare come calciatrice in Serie A, accettando la panchina che segnerà il suo più lungo sodalizio tecnico con una società di calcio femminile, sette stagioni. Al debutto come tecnico della squadra, che veste la classica maglia granata della società maschile cittadina, conquista il quarto posto della Serie A. Nelle stagioni successive conduce la squadra al raggiungimento di posizioni di alta classifica, a parte il decimo posto della stagione 2005-2006, e conquistando la quarta posizione anche al termine delle stagioni 2008-2009 e 2009-2010. Il risultato più prestigioso viene comunque dalla conquista della Coppa Italia al termine della stagione 2009-2010, dove nella sofferta finale del 12 giugno 2010, giocata presso il campo sportivo Francesco Micale di Capo d'Orlando, riesce a battere le campionesse d'Italia della Torres solo dopo i tiri di rigore, avendo le squadre chiuso in parità con una rete per parte dopo i tempi regolamentari. L'ultima stagione, la 2010-2011, non riesce a ritrovare la competitività dei campionati precedenti: superata dalla Torres nella Supercoppa italiana 2010 per 2-0 ed eliminata già agli ottavi di finale di Coppa Italia, conclude al decimo posto in Serie A. Al termine del campionato la società è costretta a rinunciare alla Serie A e si iscrive in Serie C regionale, svincolando le proprie tesserate. I risultati ottenuti con la Reggiana le permettono di conquistare la Panchina d'oro di Serie A femminile per tre stagioni di seguito: 2007-2008, 2008-2009 e 2009-2010.
Bertolini, che aveva intanto già ottenuto il diploma di Maestro di calcio FIGC a Chianciano Terme, consegue la licenza UEFA Pro al termine del corso 2010-2011, licenza che le permette di uguagliare il percorso tecnico di Carolina Morace e le dà accesso alla possibilità di allenare una squadra maschile di alto livello. Svincolata dalla Reggiana, decide comunque di accettare la proposta del Brescia Femminile, società con la quale condividerà i maggiori risultati sportivi della sua carriera da allenatrice.

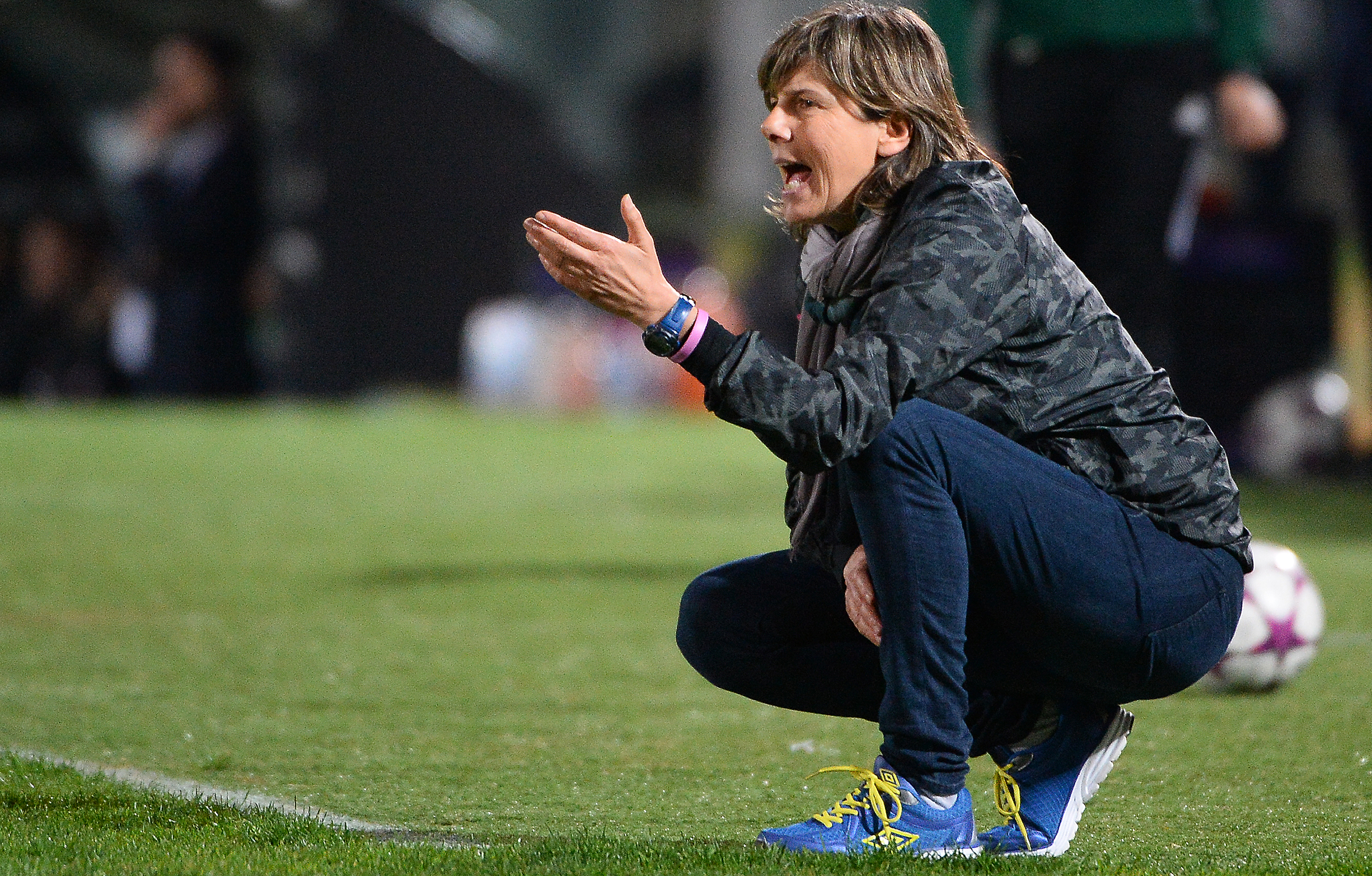
Brescia, Stadio Mario Rigamonti, 30 marzo 2016; Bertolini mentre incita le proprie giocatrici nell'incontro dei quarti di finale di UEFA Women's Champions League 2015-2016.

A Brescia Milena Bertolini trova una squadra fresca della conquista del primo titolo nazionale, la Coppa Italia 2011-2012, con la guida l'albanese Saimir "Miro" Keci, chiamato dalla federazione albanese a guidare le nazionali giovanili, e che dimostra di avere oramai un organico in grado di puntare a risultati di rilievo in campionato. Con Bertolini alla guida della squadra si apre un ciclo positivo già dal primo anno, la stagione 2013-2014, con la conquista del titolo di Campione d'Italia 2013-2014 e con la qualificazione per la prima volta alla UEFA Women's Champions League. Questi successi le consentono di vincere la quarta Panchina d'oro in carriera.
Gli anni successivi sono densi di soddisfazioni professionali. La stagione 2014-2015 si apre con la vittoria della Supercoppa italiana sul Graphistudio Tavagnacco nella partita secca del 27 settembre, superato dopo i tiri di rigore coi tempi regolamentari conclusi in parità sull'1-1. La prima partecipazione alla UEFA Champions League è subito interrotta ai sedicesimi di finale dalle francesi dell'Olympique Lione, vincitrici sia nella gara di andata giocata allo Stadio Mario Rigamonti per 5-0 sia nella partita di ritorno a Lione per 9-0. Anche in campionato, benché avesse conteso all'AGSM Verona la prima posizione alternandosi al vertice della classifica, nonostante i 66 punti conquistati e le sei vittorie consecutive nelle ultime sei giornate, non è riuscito a colmare il punto di distacco dallo stesso AGSM Verona. Bertolini riesce comunque a guidare la squadra alla conquista della seconda Coppa Italia, superando le avversarie del Graphistudio Tavagnacco per 4-0 nella finale di Abano Terme del 23 maggio 2015. Le prestazioni offerte dalla sua squadra al termine del campionato le consentono di conquistare la Panchina d'oro 2014-2015, portando a cinque i trofei conseguiti in carriera.
Anche la stagione 2015-2016 si apre il 26 settembre con la vittoria della Supercoppa italiana, dove a Castiglione delle Stiviere incontra e supera l'AGSM Verona dopo i tiri di rigore. In Champions League guida la squadra alla miglior prestazione sportiva della società in questa competizione, raggiungendo i quarti di finale, dove viene poi eliminata dalle tedesche del Wolfsburg. In campionato porta il Brescia alla vittoria del secondo scudetto della sua storia dopo un campionato di vertice e con la vetta raggiunta in solitario alla sedicesima giornata. La stagione dei trionfi si completa qualche giorno dopo con la conquista della Coppa Italia, battendo in finale l'AGSM Verona per 2-1 e concludendo la stagione con una tripletta di trofei nazionali conquistati. La serie di vittorie è proseguita anche all'inizio della stagione successiva con la conquista della Supercoppa italiana grazie alla vittoria per 2-0 sull'AGSM Verona. Nel marzo 2017 viene ancora premiata con la Panchina d'Oro, portando a sei i trofei nel suo personale palmarès.

#### In nazionale

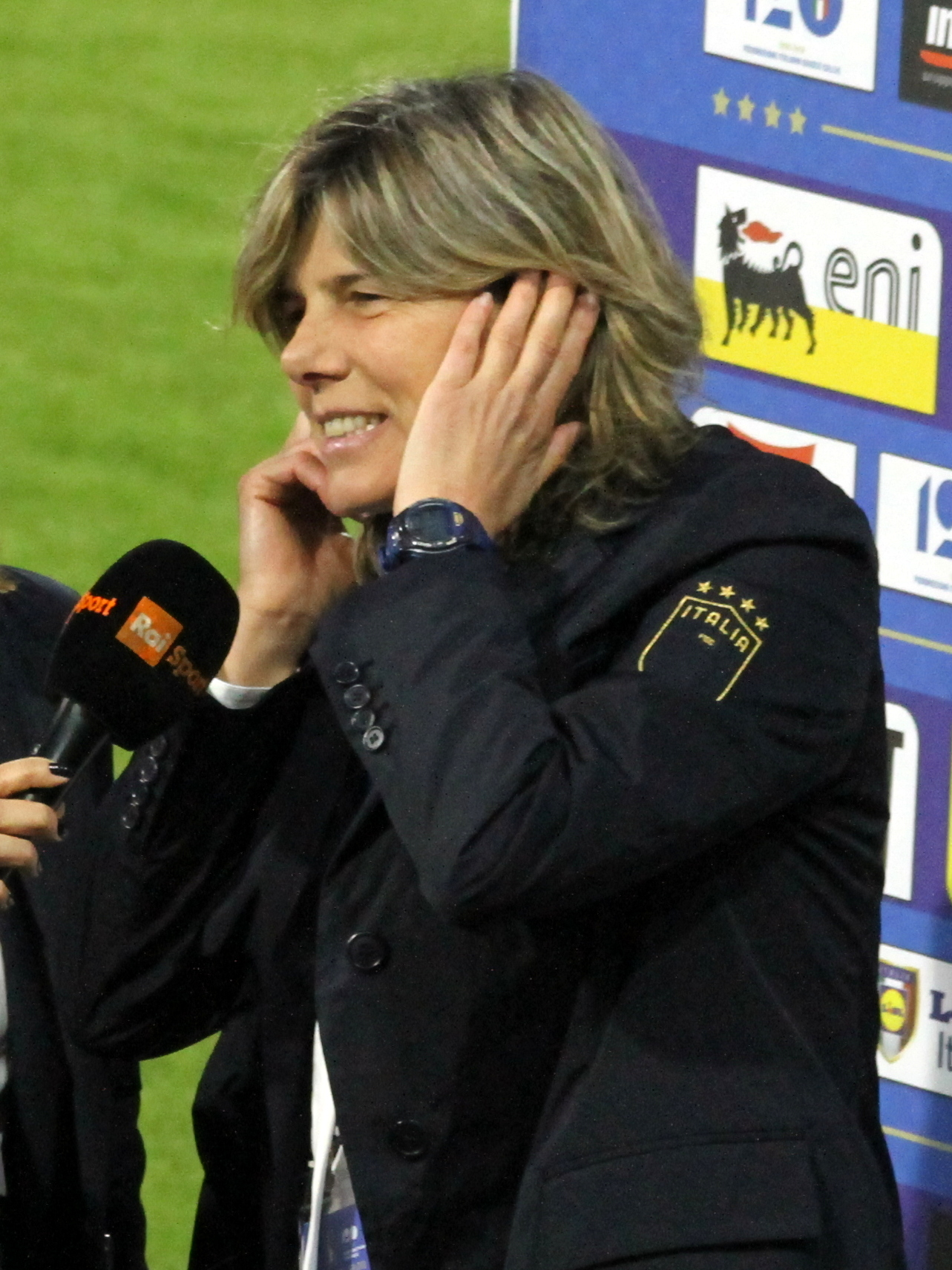
Bertolini in veste di selezionatrice della nazionale femminile italiana, al termine dell'incontro con il che vale la qualificazione al mondiale di Francia 2019.

Il 4 agosto 2017 viene nominata commissaria tecnica della nazionale femminile italiana, subentrando ad Antonio Cabrini, che lascia la FIGC dopo 5 stagioni. La sfida che l'attende non è delle più semplici: conquistare la qualificazione a un mondiale, quello di Francia 2019, dopo 20 anni di assenza dalla competizione. L'Italia della Bertolini, che sotto la sua guida vede un diverso potenziale già il marzo successivo, all'edizione 2018 della Cyprus Cup, ottenendo il secondo posto e migliore prestazione nel torneo, e dal pareggio (1-1), pur se in amichevole, contro la Francia, domina il Gruppo 6 delle qualificazioni, vincendo sette degli otto incontri della fase eliminatoria, segnando 19 reti, subendone solo 4, con il Belgio unica nazionale a contendergli la vetta della classifica. Proprio con le belghe il 10 aprile 2018, allo Stadio Paolo Mazza di Ferrara, grazie a una vittoria in rimonta per 2-1 ottiene la matematica qualifica a Francia 2019 con una giornata di anticipo, nazionale che qualche mese più tardi sarà l'unica a vincere contro le Azzurre, in casa, sempre per 2-1.
Esauriti gli incontri ufficiali, il percorso di preparazione al mondiale passa per ulteriori impegni in amichevole, con Bertolini in grado di contenere tatticamente la Svezia conquistando la vittoria con una rete di vantaggio il 9 ottobre 2018, a Cremona, in vista dell'impegnativo incontro con la Germania un mese più tardi.
Al campionato del mondo 2019, la squadra azzurra batte  l'Australia all'esordio e, alla seconda giornata, supera anche la Giamaica. Si rivela indolore la sconfitta contro il Brasile all'ultima giornata, in quanto la nazionale si aggiudica il primo posto del  girone. Agli ottavi di finale incontra e vince contro la Cina (2-0), ma il cammino si interrompe ai quarti per mano dei Paesi Bassi (0-2).
Il 29 agosto 2019, l'Italia debutta nelle Qualificazioni al campionato europeo femminile di calcio 2022 contro Israele, vincendo 3-2. Termina il gruppo B al secondo posto, frutto di otto vittorie, un pareggio e una sconfitta, alle spalle della Danimarca, riuscendo a qualificarsi all'Europeo in Inghilterra come una delle tre migliori seconde. Qui, la squadra esordisce contro la Francia, perdendo 5-1; seguono un pareggio contro l'Islanda e un'altra sconfitta, questa volta contro il Belgio. A causa di questi risultati, la compagine si piazza all'ultimo posto del girone D, terminando il proprio percorso.
Con il primo posto ottenuto nel Gruppo G delle qualificazioni, raggiunto grazie a 9 vittorie e una sconfitta, la nazionale si qualifica al Mondiale 2023. In Nuova Zelanda, le Azzurre , nonostante la vittoria all'esordio contro l'Argentina, vengono eliminate al primo turno. Per questo motivo e per una polemica lettera pubblica scritta da una parte delle giocatrici l'esperienza sulla panchina azzurra si conclude dopo sei anni, il 6 agosto 2023, con le dimissioni. 
Un mese dopo le subentra Andrea Soncin.

## Altre attività
All'attività agonistica, Bertolini affianca un percorso politico, dove assume l'incarico di assessore allo sport e servizi sociali del Comune di Correggio tra il 1994 e il 1998, e quello di consigliere provinciale nell'amministrazione provinciale di Reggio Emilia nel periodo 1998-2002.
Nel più specifico ambito sportivo, tra il 2000 e il 2004 ricopre l'incarico di consigliere federale nazionale per la Federazione Italiana Giuoco Calcio (FIGC) per assumere, dal 2005, il ruolo di referente nazionale dell'Associazione Italiana Allenatori Calcio (AIAC). Nell'ambito di un programma di promozione del calcio femminile in Italia promossa dalla FIGC, dal 2013 ne è membro come consigliere federale.
Entrata dal 2008 nel consiglio di amministrazione della Fondazione per lo Sport del comune di Reggio Emilia, dal 2013 ne assume l'incarico come presidente.
Nel 2015 cura l'edizione del libro Giocare con le tette.
Dal 2019 prende parte a 90º minuto come ospite fissa.

## Statistiche

### Statistiche da allenatore

#### Club(femminili)
Statistiche aggiornate al 28 aprile 2019.
| Stagione        | Squadra         | Campionato      | Campionato | Campionato | Campionato | Campionato | Coppe nazionali | Coppe nazionali | Coppe nazionali | Coppe nazionali | Coppe nazionali | Coppe continentali | Coppe continentali | Coppe continentali | Coppe continentali | Coppe continentali | Altre coppe | Altre coppe | Altre coppe | Altre coppe | Altre coppe | Totale | Totale | Totale | Totale | % Vittorie | Piazzamento |
| Stagione        | Squadra         | Comp            | G          | V          | N          | P          | Comp            | G               | V               | N               | P               | Comp               | G                  | V                  | N                  | P                  | Comp        | G           | V           | N           | P           | G      | V      | N      | P      | %          | Piazzamento |
| --------------- | --------------- | --------------- | ---------- | ---------- | ---------- | ---------- | --------------- | --------------- | --------------- | --------------- | --------------- | ------------------ | ------------------ | ------------------ | ------------------ | ------------------ | ----------- | ----------- | ----------- | ----------- | ----------- | ------ | ------ | ------ | ------ | ---------- | ----------- |
| 2004-2005       | Reggiana        | A               | 22         | 10         | 5          | 7          | CI              | 8               | 4               | 3               | 1               | -                  | -                  | -                  | -                  | -                  | -           | -           | -           | -           | -           | 30     | 14     | 8      | 8      | 46,67      | 4º          |
| 2005-2006       | A               | 22              | 6          | 4          | 12         | CI         | 4               | 1               | 0               | 3               | -               | -                  | -                  | -                  | -                  | -                  | -           | -           | -           | -           | 26          | 7      | 4      | 15     | 26,92  | 10º        |             |
| 2006-2007       | A               | 22              | 9          | 6          | 7          | CI         | 4               | 3               | 0               | 1               | -               | -                  | -                  | -                  | -                  | -                  | -           | -           | -           | -           | 26          | 12     | 6      | 8      | 46,15  | 5º         |             |
| 2007-2008       | A               | 22              | 8          | 5          | 9          | CI         | 9               | 6               | 2               | 1               | -               | -                  | -                  | -                  | -                  | -                  | -           | -           | -           | -           | 31          | 14     | 7      | 10     | 45,16  | 6º         |             |
| 2008-2009       | A               | 22              | 14         | 4          | 4          | CI         | 7               | 5               | 1               | 1               | -               | -                  | -                  | -                  | -                  | -                  | -           | -           | -           | -           | 29          | 19     | 5      | 5      | 65,52  | 4º         |             |
| 2009-2010       | A               | 22              | 13         | 3          | 6          | CI         | 6               | 5               | 1               | 0               | -               | -                  | -                  | -                  | -                  | -                  | -           | -           | -           | -           | 28          | 18     | 4      | 6      | 64,29  | 4º         |             |
| 2010-2011       | A               | 26              | 7          | 5          | 14         | CI         | 1               | 0               | 0               | 1               | -               | -                  | -                  | -                  | -                  | SI                 | 1           | 0           | 0           | 1           | 28          | 7      | 5      | 16     | 25,00  | 10º        |             |
| Totale Reggiana | Totale Reggiana | Totale Reggiana | 161        | 67         | 32         | 59         |                 | 39              | 24              | 7               | 8               |                    | -                  | -                  | -                  | -                  |             | 1           | 0           | 0           | 1           | 201    | 91     | 39     | 68     | 45,27      |             |
| 2012-2013       | Brescia         | A               | 30         | 21         | 7          | 2          | CI              | 2               | 0               | 1               | 1               | -                  | -                  | -                  | -                  | -                  | SI          | 1           | 0           | 0           | 1           | 33     | 21     | 8      | 4      | 63,64      | 2º          |
| 2013-2014       | A               | 30              | 29         | 0          | 1          | CI         | 3               | 2               | 0               | 1               | -               | -                  | -                  | -                  | -                  | -                  | -           | -           | -           | -           | 33          | 31     | 0      | 2      | 93,94  | 1º         |             |
| 2014-2015       | A               | 26              | 21         | 3          | 2          | CI         | 4               | 4               | 0               | 0               | UWCL            | 2                  | 0                  | 0                  | 2                  | SI                 | 1           | 1           | 0           | 0           | 33          | 25     | 4      | 4      | 75,76  | 2º         |             |
| 2015-2016       | A               | 22              | 17         | 4          | 1          | CI         | 4               | 4               | 0               | 0               | UWCL            | 6                  | 3                  | 1                  | 2                  | SI                 | 1           | 0           | 1           | 0           | 33          | 24     | 6      | 3      | 72,73  | 1º         |             |
| 2016-2017       | A               | 22              | 18         | 1          | 3          | CI         | 4               | 3               | 0               | 1               | UWCL            | 4                  | 1                  | 0                  | 3                  | SI                 | 1           | 1           | 0           | 0           | 31          | 23     | 1      | 7      | 74,19  | 2º         |             |
| Totale Brescia  | Totale Brescia  | Totale Brescia  | 130        | 106        | 15         | 9          |                 | 17              | 13              | 1               | 3               |                    | 12                 | 4                  | 1                  | 7                  |             | 4           | 2           | 1           | 1           | 163    | 125    | 18     | 20     | 76,69      |             |
| Totale carriera | Totale carriera | Totale carriera | 291        | 173        | 47         | 68         |                 | 56              | 37              | 8               | 11              |                    | 12                 | 4                  | 1                  | 7                  |             | 5           | 2           | 1           | 2           | 364    | 216    | 57     | 88     | 59,34      |             |

#### Nazionale (femminile)
Statistiche aggiornate al 14 giugno 2021.
| 2017           | Italia        | Qual. Mondiale 2019 | 1º nel Gruppo 6, qualificato | 4  | 4  | 0 | 0  | 100,00& | 10  | 0  | +10  |
| 2018           | Italia        | Qual. Mondiale 2019 | 1º nel Gruppo 6, qualificato | 4  | 3  | 0 | 1  | 75,00   | 9   | 4  | +5   |
| mar. 2018      | Italia        | Cyprus Cup 2018     | 2º                           | 4  | 2  | 1 | 1  | 50,00   | 8   | 4  | +4   |
| mar. 2019      | Italia        | Cyprus Cup 2019     | 2º                           | 4  | 3  | 0 | 1  | 75,00   | 15  | 4  | +11  |
| giu.-lug. 2019 | Italia        | Mondiale 2019       | Quarti di finale             | 5  | 3  | 0 | 2  | 60,00   | 9   | 4  | +5   |
| 2019           | Italia        | Qual. Euro 2022     | 2º nel Gruppo B, qualificato | 6  | 6  | 0 | 0  | 100,00& | 19  | 2  | +17  |
| 2020           | Italia        | Qual. Euro 2022     | 2º nel Gruppo B, qualificato | 4  | 2  | 1 | 1  | 50,00   | 18  | 3  | +15  |
| mar. 2020      | Italia        | Algarve Cup 2020    | 2º                           | 2  | 2  | 0 | 0  | 100,00& | 5   | 1  | +4   |
| 2021           | Italia        | Qual. Mondiale 2023 | 1º nel Gruppo G, qualificato | 6  | 5  | 0 | 1  | 83,33   | 22  | 2  | +16  |
| 2022           | Italia        | Qual. Mondiale 2023 | 1º nel Gruppo G, qualificato | 4  | 4  | 0 | 0  | 100,00& | 18  | 0  | +18  |
| feb. 2022      | Italia        | Algarve Cup 2022    | 2º                           | 3  | 2  | 1 | 0  | 66,67   | 4   | 2  | +2   |
| lug. 2022      | Italia        | Euro 2022           | 4º nel gruppo D              | 3  | 0  | 1 | 2  | &0,00   | 2   | 7  | -5   |
| lug.-ago. 2023 | Italia        | Mondiale 2023       | 3º nel gruppo G              | 3  | 1  | 0 | 2  | 33,33   | 3   | 8  | -5   |
| Dal 2017       | Italia        | Amichevoli          |                              | 14 | 7  | 3 | 4  | 50,00   | 19  | 16 | +3   |
| Totale Italia  | Totale Italia | Totale Italia       | Totale Italia                | 63 | 43 | 7 | 13 | 68,25   | 158 | 49 | +109 |

#### Panchine da commissario tecnico della nazionale italiana femminile
| Cronologia completa delle presenze e delle reti in nazionale ― Italia | Cronologia completa delle presenze e delle reti in nazionale ― Italia | Cronologia completa delle presenze e delle reti in nazionale ― Italia | Cronologia completa delle presenze e delle reti in nazionale ― Italia | Cronologia completa delle presenze e delle reti in nazionale ― Italia | Cronologia completa delle presenze e delle reti in nazionale ― Italia | Cronologia completa delle presenze e delle reti in nazionale ― Italia | Cronologia completa delle presenze e delle reti in nazionale ― Italia |
| Data                                                                  | Città                                                                 | In casa                                                               | Risultato                                                             | Ospiti                                                                | Competizione                                                          | Reti | Note                                                                  |
| --------------------------------------------------------------------- | --------------------------------------------------------------------- | --------------------------------------------------------------------- | --------------------------------------------------------------------- | --------------------------------------------------------------------- | --------------------------------------------------------------------- | --- | --------------------------------------------------------------------- |
| 15-9-2017                                                             | La Spezia                                                             | Italia                                                                | 5 – 0                                                                 | Moldavia                                                              | Qual. Mondiali 2019                                                   | Daniela Sabatino Barbara Bonansea 2 Cristiana Girelli Valentina Bergamaschi | Cap: S. Gama                                                          |
| 19-9-2017                                                             | Cluj-Napoca                                                           | Romania                                                               | 0 – 1                                                                 | Italia                                                                | Qual. Mondiali 2019                                                   | Andreea Corduneanu (aut.) | Cap: S. Gama                                                          |
| 24-10-2017                                                            | Castel di Sangro                                                      | Italia                                                                | 3 – 0                                                                 | Romania                                                               | Qual. Mondiali 2019                                                   | 2 Cristiana Girelli Barbara Bonansea | Cap: S. Gama                                                          |
| 28-11-2017                                                            | Estoril                                                               | Portogallo                                                            | 0 – 1                                                                 | Italia                                                                | Qual. Mondiali 2019                                                   | Daniela Sabatino | Cap: S. Gama                                                          |
| 20-1-2018                                                             | Marsiglia                                                             | Francia                                                               | 1 – 1 (4-5 dtr)                                                       | Italia                                                                | Amichevole                                                            | Cristiana Girelli | Cap: A. Guagni                                                        |
| 28-2-2018                                                             | Larnaca                                                               | Italia                                                                | 3 – 0                                                                 | Svizzera                                                              | Cyprus Cup 2018 - Girone                                              | Barbara Bonansea Valentina Bergamaschi Cristiana Girelli (rig.) | Cap: S. Gama                                                          |
| 2-3-2018                                                              | Larnaca                                                               | Galles                                                                | 0 – 3                                                                 | Italia                                                                | Cyprus Cup 2018 - Girone                                              | 2 Cristiana Girelli Greta Adami | Cap: S. Gama                                                          |
| 5-3-2018                                                              | Larnaca                                                               | Finlandia                                                             | 2 – 2                                                                 | Italia                                                                | Cyprus Cup 2018 - Girone                                              | Valentina Giacinti Manuela Giugliano (rig.) | Cap: S. Gama                                                          |
| 7-3-2018                                                              | Larnaca                                                               | Italia                                                                | 0 – 2                                                                 | Spagna                                                                | Cyprus Cup 2018 - Finale                                              | - | Cap: S. Gama                                                          |
| 6-4-2018                                                              | Vadul lui Vodă                                                        | Moldavia                                                              | 1 – 3                                                                 | Italia                                                                | Qual. Mondiali 2019                                                   | Linda Tucceri Cimini Nadejda Colesnicenco (aut.) Valentina Giacinti | Cap: C. Girelli                                                       |
| 10-4-2018                                                             | Ferrara                                                               | Italia                                                                | 2 – 1                                                                 | Belgio                                                                | Qual. Mondiali 2019                                                   | Martina Rosucci Cristiana Girelli | Cap: S. Gama                                                          |
| 8-6-2018                                                              | Firenze                                                               | Italia                                                                | 3 – 0                                                                 | Portogallo                                                            | Qual. Mondiali 2019                                                   | Cristiana Girelli Cecilia Salvai Barbara Bonansea | Cap: S. Gama                                                          |
| 4-9-2018                                                              | Lovanio                                                               | Belgio                                                                | 2 – 1                                                                 | Italia                                                                | Qual. Mondiali 2019                                                   | Cristiana Girelli (rig.) | Cap: S. Gama                                                          |
| 9-10-2018                                                             | Cremona                                                               | Italia                                                                | 1 – 0                                                                 | Svezia                                                                | Amichevole                                                            | Daniela Sabatino (rig.) | Cap: S. Gama                                                          |
| 10-11-2018                                                            | Osnabrück                                                             | Germania                                                              | 5 – 2                                                                 | Italia                                                                | Amichevole                                                            | Barbara Bonansea Daniela Sabatino | Cap: S. Gama                                                          |
| 18-1-2019                                                             | Empoli                                                                | Italia                                                                | 2 – 1                                                                 | Cile                                                                  | Amichevole                                                            | Ilaria Mauro Stefania Tarenzi | Cap: A. Parisi                                                        |
| 22-1-2019                                                             | Cesena                                                                | Italia                                                                | 2 – 0                                                                 | Galles                                                                | Amichevole                                                            | 2 Ilaria Mauro | Cap: S. Gama                                                          |
| 27-2-2019                                                             | Larnaca                                                               | Messico                                                               | 0 – 5                                                                 | Italia                                                                | Cyprus Cup 2019 - Girone                                              | Valentina Bergamaschi Barbara Bonansea Ilaria Mauro 2 Valentina Giacinti | Cap: S. Gama                                                          |
| 1-3-2019                                                              | Larnaca                                                               | Ungheria                                                              | 0 – 3                                                                 | Italia                                                                | Cyprus Cup 2019 - Girone                                              | 2 Valentina Giacinti Annamaria Serturini | Cap: A. Guagni                                                        |
| 4-3-2019                                                              | Larnaca                                                               | Italia                                                                | 4 – 1                                                                 | Thailandia                                                            | Cyprus Cup 2019 - Girone                                              | Barbara Bonansea Daniela Sabatino Aurora Galli Natthakarn Chinwong (aut.) | Cap: D. Sabatino                                                      |
| 6-3-2019                                                              | Larnaca                                                               | Corea del Nord                                                        | 3 – 3 dts (7-6 dtr)                                                   | Italia                                                                | Cyprus Cup 2019 - Finale                                              | Cristiana Girelli Daniela Sabatino Valentina Cernoia | Cap: S. Gama                                                          |
| 5-4-2019                                                              | Lublino                                                               | Polonia                                                               | 1 – 1                                                                 | Italia                                                                | Amichevole                                                            | Valentina Cernoia | Cap: S. Gama                                                          |
| 9-4-2019                                                              | Reggio Emilia                                                         | Italia                                                                | 2 – 1                                                                 | Irlanda                                                               | Amichevole                                                            | Barbara Bonansea Daniela Sabatino | Cap: A. Guagni                                                        |
| 29-5-2019                                                             | Ferrara                                                               | Italia                                                                | 3 – 1                                                                 | Svizzera                                                              | Amichevole                                                            | Aurora Galli Cristiana Girelli Daniela Sabatino | Cap: S. Gama                                                          |
| 9-6-2019                                                              | Valenciennes                                                          | Australia                                                             | 1 – 2                                                                 | Italia                                                                | Mondiali 2019 - 1º turno                                              | 2 Barbara Bonansea | Cap: S. Gama                                                          |
| 14-6-2019                                                             | Reims                                                                 | Italia                                                                | 5 – 0                                                                 | Giamaica                                                              | Mondiali 2019 - 1º turno                                              | 3 Cristiana Girelli (1 rig.) 2 Aurora Galli | Cap: S. Gama                                                          |
| 18-6-2019                                                             | Valenciennes                                                          | Italia                                                                | 0 – 1                                                                 | Brasile                                                               | Mondiali 2019 - 1º turno                                              | - | Cap: S. Gama                                                          |
| 25-6-2019                                                             | Montpellier                                                           | Italia                                                                | 2 – 0                                                                 | Cina                                                                  | Mondiali 2019 - Ottavi di finale                                      | Valentina Giacinti Aurora Galli | Cap: S. Gama                                                          |
| 29-6-2019                                                             | Valenciennes                                                          | Italia                                                                | 0 – 2                                                                 | Paesi Bassi                                                           | Mondiali 2019 - Quarti di finale                                      | - | Cap: S. Gama                                                          |
| 29-8-2019                                                             | Ramat Gan                                                             | Israele                                                               | 2 – 3                                                                 | Italia                                                                | Qual. Euro 2022                                                       | Cristiana Girelli Elisa Bartoli Valentina Giacinti | Cap: S. Gama                                                          |
| 3-9-2019                                                              | Tbilisi                                                               | Georgia                                                               | 0 – 1                                                                 | Italia                                                                | Qual. Euro 2022                                                       | Cristiana Girelli | Cap: S. Gama                                                          |
| 4-10-2019                                                             | Ta' Qali                                                              | Malta                                                                 | 0 – 2                                                                 | Italia                                                                | Qual. Euro 2022                                                       | Elisa Bartoli Cristiana Girelli (rig.) | Cap: S. Gama                                                          |
| 8-10-2019                                                             | Palermo                                                               | Italia                                                                | 2 – 0                                                                 | Bosnia ed Erzegovina                                                  | Qual. Euro 2022                                                       | Cristiana Girelli Manuela Giugliano | Cap: S. Gama                                                          |
| 8-11-2019                                                             | Benevento                                                             | Italia                                                                | 6 – 0                                                                 | Georgia                                                               | Qual. Euro 2022                                                       | Elena Linari Alia Guagni Cristiana Girelli 2 Daniela Sabatino Martina Rosucci                                                                                                   | Cap: S. Gama                                                          |
| 12-11-2019                                                            | Castel di Sangro                                                      | Italia                                                                | 5 – 0                                                                 | Malta                                                                 | Qual. Euro 2022                                                       | 2 Valentina Cernoia Daniela Sabatino Manuela Giugliano Giada Greggi | Cap: C. Girelli                                                       |
| 04-03-2020                                                            | Faro                                                                  | Portogallo                                                            | 1 – 2                                                                 | Italia                                                                | Algarve Cup 2020                                                      | Elena Linari Cristiana Girelli | Cap: S. Gama                                                          |
| 7-3-2020                                                              | Parchal                                                               | Nuova Zelanda                                                         | 0 – 3                                                                 | Italia                                                                | Algarve Cup 2020                                                      | Cristiana Girelli Barbara Bonansea Stefania Tarenzi | Cap: S. Gama                                                          |
| 22-9-2020                                                             | Zenica                                                                | Bosnia ed Erzegovina                                                  | 0 – 5                                                                 | Italia                                                                | Qual. Euro 2022                                                       | Aurora Galli 3 Cristiana Girelli (2 rig.) Elena Linari | Cap: C. Girelli                                                       |
| 27-10-2020                                                            | Empoli                                                                | Italia                                                                | 1 – 3                                                                 | Danimarca                                                             | Qual. Euro 2022                                                       | Valentina Giacinti | Cap: C. Girelli                                                       |
| 1-12-2020                                                             | Viborg                                                                | Danimarca                                                             | 0 – 0                                                                 | Italia                                                                | Qual. Euro 2022                                                       | - | Cap: S. Gama                                                          |
| 24-2-2021                                                             | Firenze                                                               | Italia                                                                | 12 – 0                                                                | Israele                                                               | Qual. Euro 2022                                                       | 2 Valentina Giacinti 2 Barbara Bonansea 2 Daniela Sabatino (1 rig.) Shani David (aut.) Cristiana Girelli Cecilia Salvai Martina Rosucci (rig.) Arianna Caruso Manuela Giugliano | Cap: S. Gama                                                          |
| 13-4-2021                                                             | Firenze                                                               | Italia                                                                | 1 – 1                                                                 | Islanda                                                               | Amichevole                                                            | Valentina Giacinti | Cap: S. Gama                                                          |
| 10-6-2021                                                             | Ferrara                                                               | Italia                                                                | 1 – 0                                                                 | Paesi Bassi                                                           | Amichevole                                                            | Cristiana Girelli (rig.) | Cap: S. Gama                                                          |
| 14-6-2021                                                             | Wiener Neustadt                                                       | Austria                                                               | 2 – 3                                                                 | Italia                                                                | Amichevole                                                            | 2 Angelica Soffia Elena Linari (rig.) | Cap: E. Linari                                                        |
| 17-9-2021                                                             | Trieste                                                               | Italia                                                                | 3 – 0                                                                 | Moldavia                                                              | Qual. Mondiali 2023                                                   | 2 Cristiana Girelli Valentina Giacinti | Cap: S. Gama                                                          |
| 21-9-2021                                                             | Karlovac                                                              | Croazia                                                               | 0 – 5                                                                 | Italia                                                                | Qual. Mondiali 2023                                                   | 2 Valentina Giacinti Sara Gama Cristiana Girelli Valentina Cernoia (1 rig.) | Cap: S. Gama                                                          |
| 22-10-2021                                                            | Castel di Sangro                                                      | Italia                                                                | 3 – 0                                                                 | Croazia                                                               | Qual. Mondiali 2023                                                   | Valentina Cernoia Cristiana Girelli (1 rig.) Valeria Pirone | Cap: S. Gama                                                          |
| 26-10-2021                                                            | Vilnius                                                               | Lituania                                                              | 0 – 5                                                                 | Italia                                                                | Qual. Mondiali 2023                                                   | Valentina Cernoia Valeria Pirone Valentina Giacinti Sara Gama Arianna Caruso | Cap: S. Gama                                                          |
| 26-11-2021                                                            | Palermo                                                               | Italia                                                                | 1 – 2                                                                 | Svizzera                                                              | Qual. Mondiali 2023                                                   | Barbara Bonansea | Cap: S. Gama                                                          |
| 30-11-2021                                                            | Voluntari                                                             | Romania                                                               | 0 – 5                                                                 | Italia                                                                | Qual. Mondiali 2023                                                   | Barbara Bonansea 3 Cristiana Girelli (1 rig.) Valeria Pirone | Cap: S. Gama                                                          |
| 16-2-2022                                                             | Lagos                                                                 | Danimarca                                                             | 0 – 1                                                                 | Italia                                                                | Algarve Cup 2022 - Girone                                             | Barbara Bonansea | Cap: S. Gama                                                          |
| 20-2-2022                                                             | Faro                                                                  | Italia                                                                | 2 – 1                                                                 | Norvegia                                                              | Algarve Cup 2022 - Girone                                             | Valentina Giacinti Arianna Caruso | Cap: C.Girelli                                                        |
| 23-2-2022                                                             | Lagos                                                                 | Svezia                                                                | 1 – 1 (6-5 dtr)                                                       | Italia                                                                | Algarve Cup 2022 - Finale                                             | Valentina Giacinti | Cap: S. Gama                                                          |
| 8-4-2022                                                              | Parma                                                                 | Italia                                                                | 7 – 0                                                                 | Lituania                                                              | Qual. Mondiali 2023                                                   | 2 Arianna Caruso 2 Valentina Bergamaschi Valentina Cernoia Daniela Sabatino Tatiana Bonetti                                                                                     | Cap: S. Gama                                                          |
| 12-4-2022                                                             | Thun                                                                  | Svizzera                                                              | 0 – 1                                                                 | Italia                                                                | Qual. Mondiali 2023                                                   | Cristiana Girelli | Cap: S. Gama                                                          |
| 10-7-2022                                                             | Rotherham                                                             | Francia                                                               | 5 – 1                                                                 | Italia                                                                | Euro 2022 - 1º turno                                                  | Martina Piemonte | Cap: S. Gama                                                          |
| 14-7-2022                                                             | Manchester                                                            | Italia                                                                | 1 – 1                                                                 | Islanda                                                               | Euro 2022 - 1º turno                                                  | Valentina Bergamaschi | Cap: S. Gama                                                          |
| 18-7-2022                                                             | Manchester                                                            | Italia                                                                | 0 – 1                                                                 | Belgio                                                                | Euro 2022 - 1º turno                                                  | - | Cap: S. Gama                                                          |
| 2-9-2022                                                              | Chișinău                                                              | Moldavia                                                              | 0 – 8                                                                 | Italia                                                                | Qual. Mondiali 2023                                                   | Manuela Giugliano 2 Valentina Giacinti 4 Arianna Caruso Agnese Bonfantini | Cap: S. Gama                                                          |
| 6-9-2022                                                              | Ferrara                                                               | Italia                                                                | 2 – 0                                                                 | Romania                                                               | Qual. Mondiali 2023                                                   | Valentina Giacinti Lisa Boattin | Cap: S. Gama                                                          |
| 10-10-2022                                                            | Genova                                                                | Italia                                                                | 0 – 1                                                                 | Brasile                                                               | Amichevole                                                            | - | Cap: M. Rosucci                                                       |
| 11-11-2022                                                            | Lignano Sabbiadoro                                                    | Italia                                                                | 0 – 1                                                                 | Austria                                                               | Amichevole                                                            | - | Cap: B. Bonansea                                                      |
| 15-11-2022                                                            | Belfast                                                               | Irlanda del Nord                                                      | 1 – 0                                                                 | Italia                                                                | Amichevole                                                            | - | Cap: C. Girelli                                                       |
| 16-2-2023                                                             | Milton Keynes                                                         | Italia                                                                | 1 – 2                                                                 | Belgio                                                                | Arnold Clark Cup 2023                                                 | Manuela Giugliano | Cap: E. Linari                                                        |
| 19-2-2023                                                             | Coventry                                                              | Inghilterra                                                           | 2 – 1                                                                 | Italia                                                                | Arnold Clark Cup 2023                                                 | Sofia Cantore | Cap: C. Girelli                                                       |
| 22-2-2023                                                             | Bristol                                                               | Corea del Sud                                                         | 1 – 2                                                                 | Italia                                                                | Arnold Clark Cup 2023                                                 | Arianna Caruso Martina Rosucci | Cap: E. Linari                                                        |
| 11-4-2023                                                             | Roma                                                                  | Italia                                                                | 2 – 1                                                                 | Colombia                                                              | Amichevole                                                            | Valentina Giacinti Mónica Ramos (aut.) | Cap: E. Linari                                                        |
| 1-7-2023                                                              | Ferrara                                                               | Italia                                                                | 0 – 0                                                                 | Marocco                                                               | Amichevole                                                            | - | Cap: E. Linari                                                        |
| 24-7-2023                                                             | Auckland                                                              | Italia                                                                | 1 – 0                                                                 | Argentina                                                             | Mondiali 2023 - 1º turno                                              | Cristiana Girelli | Cap: B. Bonansea                                                      |
| 29-7-2023                                                             | Wellington                                                            | Svezia                                                                | 5 – 0                                                                 | Italia                                                                | Mondiali 2023 - 1º turno                                              | - | Cap: B. Bonansea                                                      |
| 2-8-2023                                                              | Wellington                                                            | Sudafrica                                                             | 3 – 2                                                                 | Italia                                                                | Mondiali 2023 - 1º turno                                              | 2 Arianna Caruso (1 rig.) | Cap: B. Bonansea                                                      |
| Totale                                                                |                                                                       | Presenze                                                              | 71                                                                    |                                                                       | Reti                                                                  | 167 |                                                                       |

## Palmarès

### Giocatrice

#### Club
- Campionato italiano di Serie B: 1

Reggiana: 1985-1986
- Campionato italiano: 3

Reggiana R. Zambelli	: 1990-1991
Modena: 1996-1997, 1997-1998
- Supercoppa italiana: 1

Modena: 1997

#### Individuale
- Inserita nella Hall of Fame del calcio italiano nella categoria Calciatrice italiana

2018

### Allenatrice

#### Club
- Campionato italiano: 3

Foroni Verona: 2002-2003
Brescia: 2013-2014, 2015-2016
- Coppa Italia: 3

Reggiana: 2009-2010
Brescia: 2014-2015, 2015-2016
- Supercoppa italiana: 4

Foroni Verona: 2002
Brescia: 2014, 2015, 2016

#### Individuale
- Panchina d'oro: 3

2013-2014, 2014-2015, 2015-2016